# Gurney Halleck
Gurney Halleck es un personaje fundamental en las tres primeras novelas de la saga de novelas de ciencia ficción Dune, de Frank Herbert. Su origen y formación militar se narran en la trilogía Preludio a Dune, de Brian Herbert y Kevin J. Anderson.